# Hulpspant
Hulpspant is een term uit de moderne hout-scheepsbouw.
Hulpspanten zijn tijdelijk, slechts tijdens de bouw van de scheepsromp, aanwezig en dienen als bouwmal. Vroeger dienden spanten tijdens de bouw van een schip om de romp zijn vorm te geven en te laten behouden na gereedkomen. De spanten bleven tijdens de gehele levensduur van het schip in de romp permanent aanwezig. De moderne hout-scheepsbouw (voornamelijk jachtbouw) heeft de aanwezigheid van permanente spanten vrijwel overbodig gemaakt. Glasfiber, epoxy en schotten leveren voldoende sterkte en vormvastheid.